# Scopioricus latifolius
Scopioricus latifolius är en insektsart som först beskrevs av Brunner von Wattenwyl 1895.  Scopioricus latifolius ingår i släktet Scopioricus och familjen vårtbitare. Inga underarter finns listade i Catalogue of Life.